# اولگا کولومیتس
اولگا کولومیتس (انگلیسی: Olga Kolomiyets؛ زادهٔ ۲۵ سپتامبر ۱۹۷۳) بازیکن والیبال اهل اوکراین است.